# День независимости Гамбии
День Независимости Гамбии (англ. Gambia’s Independence Day) — государственный праздник Республики Гамбия, отмечается в Гамбии ежегодно 8 февраля. В 1964 был подписан акт о независимости Гамбии.

В честь 10-летия независимости Гамбии учредили медаль. Её вручали гражданам, которые внесли большой вклад в суверенитет страны. 

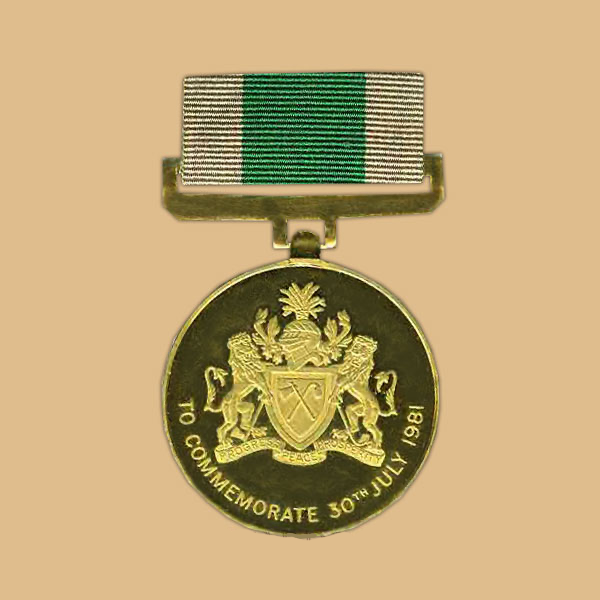
Юбилейная медаль к 10-летию независимости Гамбии

## История
День независимости — ежегодное празднование, знаменующее начало самоуправления Гамбии и абсолютного суверенитета со стороны Великобритании в 1965 году. Гамбия, расположенная на западном побережье Африки, является самой маленькой страной материковой части континента. В стране сильное многокультурное общество, состоящее из различных этнических групп, и каждый гамбиец может говорить в среднем на четырех местных языках.
В 1889 году британцы установили полный контроль над Гамбией и правили более 60 лет.
Независимая политика расцвела по всей стране, и стремление к самоуправлению получило национальное признание в 1901 году. Вскоре после этого Гамбия получила свой первый законодательный совет и военную часть. Совет наделил полномочиями молодежь страны, и в Гамбии были представлены модели местного руководства. Через четыре года после первых федеральных выборов 17 декабря 1964 года между вновь сформированным правительством Гамбии и Великобританией было подписано соглашение о свободе. Закон о независимости Гамбии от 1964 года был принят в 1965 году, предоставив Гамбии полную независимость.